# Etimologia dei toponimi dei capoluoghi di provincia d'Italia
Questo elenco mostra l'etimologia dei toponimi dei capoluoghi di provincia italiani, divisi in ordine alfabetico.

## A
Agrigento:
- dal nome greco antico, Àkragas (da àkros, sommo, estremo), che diede origine al nome latino datole dagli antichi Romani (Agrigentum, derivato dalla corruzione fonetica dell'accusativo del nome greco Akraganton) che la conquistarono nel 210 a.C.

Alessandria:
- da papa Alessandro III, protettore delle città che volevano rendersi autonome dal Sacro Romano Impero di nazione Germanica attraverso la Lega Lombarda: questa fece fondare la città ufficialmente nel 1168 circa, cioè un anno dopo la sua costituzione.

Ancona:
- dal greco antico αγκών (ankón, gomito), così chiamata da Dionisio di Siracusa, fondatore della città nel 390 a.C. circa, poiché sita su un promontorio a forma di gomito piegato; il nome latino era infatti dorica Ancon, citato da Giovenale.

Aosta:
- dal nome con cui la fondarono gli antichi Romani, Augusta Prætoria Salassorum: la prima parte viene dal nome del primo imperatore romano Augusto a cui fu dedicata la città; la seconda viene dalla Guardia Pretoriana, ovvero le guardie del corpo dell'imperatore; la terza dalla popolazione ligure o ligure-gallica dei Salassi.

L'Aquila:
- da una zona chiamata ad locum Acculae o Aquiliae (dal latino aqua, acqua per le sorgenti abbondanti nel territorio) tra Amiternum (l'attuale San Vittorino) e Forcona (l'attuale Civita di Bagno) da cui il nome di un villaggio (Acculi o Acquili) posto nell'attuale Borgo Rivera e castello fondatore della città nel XIII secolo: con il passare degli anni, a causa dell'assonanza di questo toponimo col nome del rapace che figurava sulle insegne imperiali di Federico II del Sacro Romano Impero, il nome si trasformò in Aquila fino al 1863, e Aquila degli Abruzzi fino al 1939, quando assunse l'attuale nome.

Arezzo:
- dal nome latino Arretium, dal greco antico Arretion, che sembra derivi da una radice etrusca (Arra) collegata al nome etrusco Arnth, e latinizzato poi in Arruns (per le persone), Arrenius (come nome di famiglia) e Arrone (nome di fiume).

Ascoli Piceno:
- dal nome latino tardo Asclo Piceno o Asculus, per un più antico nome latino classico (con il quale venne menzionata da Cesare e dall'Itinerarium Antonini) Asculum Picenum o Asclum, dal greco antico Askoulon, Asklon (tò Pikenón) (citata con questo nome da Strabone) o Askphlos, che deriva forse dalla base aus, fonte; la seconda parte deriva dall'etnonimo Picenus, dal nome della popolazione italica dei Piceni, il cui nome viene forse da Picus o Picumnus, di etimo incerto.

Asti:
- dal nome con cui la fondarono gli antichi Romani, Hasta/Asta (Pompeia), la quale prima parte qualcuno fa derivare, secondo la teoria più fondata, dal nome ligure della città: ast, altura, anche se, secondo il canonico Giacomo Dacquino, il nome deriva invece dall'indoeuropeo owi(s), pecora, ad indicare il luogo della pastorizia, ma questa ipotesi è da scartare poiché vi è un toponimo simile anche nell'attuale regione Toscana; la seconda parte si rifà ad una leggenda che vuole che Gneo Pompeo Strabone o suo figlio Gneo Pompeo Magno siano passati dalle parti della città, che venne fondata con il loro beneplacito, ma non vi è alcun riscontro storico che avvalori tale racconto.

Avellino:
- da Abellinum, nome di un insediamento irpino e successivamente romano, ubicato però nei pressi dell'attuale comune di Atripalda. L'etimologia è da rintracciare  nella radice indoeuropea ab(e)l, mela, per l'abbondanza di meleti nella zona, così come anche per Abella, l'attuale cittadina di Avella.

## B
Bari:
- Dal nome latino Barium che si riferisce a baur o bur, ovvero “casa, riparo”.

Barletta:
- Il primo nome è stato Bardulos, dal greco Várdoulos, Βάρδουλος, trasformato poi in Barduli: tale toponimo derivava dal nome della popolazione transadriatica che, intorno al IV secolo a.C., approdò sulle coste barlettane, i Bardei. Durante il primo Medioevo diventò Baruli, e in volgare era anche detta Varolum o Varletum, da cui deriverebbe il nome della città in dialetto barlettano, ossia Varrett. A partire dall'XI secolo si inizia ad utilizzare l'attuale denominazione.

Belluno:
- Il nome della città deriva dal latino bellum che significa “guerra”; esso deriva verosimilmente dai frequenti scontri armati con i quali i Veneti e i Romani dovevano difendersi dalle tribù dei Reti che prima della conquista Romana vivevano sulle impervie montagne a Nord della città. Un'altra possibile etimologia potrebbe essere celtica, dalle parole Bel- (luce) e -dunum/-dunon (città fortificata).

Benevento:
- Secondo una teoria poco solida il primo nome della città fu, in lingua osca, Malies o Malocis, poi mutato in Maloenton (oppure Maloenta o Malowent). Tale teoria si fonda sul ritrovamento di una moneta bronzea del IV secolo a.C. nella metà del XVIII secolo (non in suolo beneventano ma comunque in Campania) riportante la scritta Malies. Comunque il nome della città cambiò, forse attraverso il dialetto italico, in Malventum/Maleventum. Nel 268 a.C. divenne colonia romana e, poiché qui nella battaglia del 275 a.C. sconfissero Pirro, ribattezzarono la città con il nome augurale di Beneventum (avendo inteso la radice mal-/male- col significato latino, lo stesso dell'italiano, che nel significato originale non aveva però nulla a che fare con il “male”).

Bergamo:
- Etimologia incerta, forse dal greco Πέργαμον (Pérgamon) che significa “cittadella, rocca” in riferimento ad abitazioni fortificate in cima ad un colle. Un'altra ipotesi contempla una derivazione germanica in quanto nel tedesco moderno Berg significa “montagna” e Heim “casa” (in svedese Hem), tuttavia non esistono documenti che attestino insediamenti germanici prima della conquista romana.

Biella:
- Dal latino Bugella, che probabilmente deriva da bu-cellae, dove cellae significa luogo di dimora e il prefisso bu indicherebbe qualcosa di importanza minore, forse in riferimento a Vercelli (vd. etimologia di Vercelli).

Bologna:
- Etimologia incerta. Si ritiene che derivi dal celtico bona (“luogo fortificato”), il quale trova riscontro in altri toponimi come Lillebonne, Boulogne-sur-Mer o Boulogne-sur-Seine in Francia, Ratisbona in Germania, o ancora l'antico nome di Vienna, Vindobona. Anticamente era nota col nome di Felsina, latinizzazione dell'etrusco Velzna che probabilmente significa “terra fertile”. Secondo altre opinioni però anche Velzna significherebbe “luogo fortificato”.

Bolzano/Bozen:
- L'ipotesi più diffusa è quella che indica l'attuale territorio di Bolzano come un antico possedimento di un celta di nome Bautius (o Baudius), da cui derivò Praedium Bautianum o Baudianum, ovvero “podere di Bautius/Baudius”, poi tramutatosi in Bauzanum e quindi nell'italiano Bolzano, nel tedesco Bozen e nel ladino Bulsan o Balsan. Un'altra ipotesi lo vuole derivante da Castellum Balteanum, ossia “accampamento in terreno paludoso”, dall'indoeuropeo balt (la stessa radice da cui deriva la parola Baltico).

Brescia:
- Dal celtico brik / brig che significa “sommità”, in riferimento al colle Cidneo dove attualmente sorge il castello cittadino. Latinizzato in Brixia.

Brindisi:
- Il toponimo latino Brundisium, attraverso il greco Brentesion, ricalca il vocabolo messapico brention, ovvero “testa di cervo”. Il nome della città sembra quindi riferirsi alla forma del porto.

## C
Cagliari:
- Etimologia incerta. Chiamata Krly dai fenicio-punici, Càralis dai latini. Nel XVI secolo l'umanista sardo Roderigo Hunno Baeza affermò che il nome derivasse dal greco κάρα (kara) che significa “testa”, poiché la città era il principale centro dell'isola. Il semitista Guglielmo Genesius fece derivare il nome dal fenicio Kar Baalis, che significa “città di Dio”. Accanto alle altre numerose ipotesi è quella di Francesco Artizzu il quale notò che la radice kar nel linguaggio dei popoli mediterranei significava “pietra” e il suffisso al/ar dava valore collettivo, e si sarebbe formato così Karali che significherebbe “luogo di comunità sulla roccia” o “località rocciosa”.

Caltanissetta:
- Deriva dall'arabo Qal'at an-nisā, traducibile come "castello delle donne".[1] L'etnonimo "nisseno" deriva dall'incerta tradizione secondo la quale "Nissa" sarebbe stato il nome medievale della città prima dell'arrivo degli arabi.[2]

Campobasso:
- Si tratta dell'unione di due termini, ma il termine “basso” non avrebbe il significato che ha in italiano bensì si riferirebbe a una persona (Bassus o Bassius), diventando in latino campus Bassi, ovvero “campo di Basso”.

Carbonia:
- Il nome semplicemente sta ad indicare il luogo o la terra del carbone, a testimonianza della sua vocazione e attività mineraria del passato.

Carrara:
- Etimologia incerta. Secondo alcuni deriverebbe dal ligure Kar (“pietra”), quindi “luogo delle pietre”. Secondo san Girolamo deriverebbe dalle parole Car (“città sui carri”) e lara (“luna”), quindi “città della luna sui carri”. Per il geografo Emanuele Repetti deriverebbe dal francese Carriere (“cava”), derivato a sua volta dal latino Carrariae.

Caserta:
- Deriva dal latino casa irta, in riferimento alla sua posizione elevata (in italiano “erta”).

Catania:
- Etimologia incerta. Secondo Plutarco il nome deriverebbe dal greco katane (“grattugia”), per l'associazione con le asperità del territorio lavico su cui sorge, o dal protolatino katina (“catino, bacinella”) per la conformazione naturale a conca delle colline intorno alla città.  Secondo altre interpretazioni il nome deriverebbe dall'apposizione del prefisso greco katà- ("presso") ad Aitnè, il nome greco dell'Etna (con il significato quindi di "nei pressi di" o "appoggiata all'Etna").

Catanzaro:
- Deriva dai termini greci Kato (“sotto”) e Antsari (“terrazza”), in quanto la zona circostante la città era terrazzata con molti giardini. In latino era Catanciarium.

Cesena:
- Dal latino Caesena, la cui origine è incerta. Diversi studiosi ritengono derivi dal torrente Cesuola che attraversa la città, altre fonti ipotizzano che il prefisso caes- rimandi al termine desueto cesina (cioè “terra disboscata”), cui si è aggiunto il suffisso -ena, di origine etrusca.

Chieti:
- Anticamente nota come Teate, le origini del nome affondano nella leggenda, secondo cui la città fu fondata da Achille, che la chiamò Teate in onore della madre, la ninfa Teti. Tutt'oggi i suoi abitanti vengono chiamati teatini.

Como:
- Il nome deriva dalla radice celtica Koimo, che significa “abitato”. La popolazione originale dei Comenses chiamava la propria città Comm, latinizzato poi in Comum.

Cosenza:
- Il primo nome della città fu Consentia, dato dai Bretti alla loro capitale nel 356 a.C., e che deriva dal “consenso” che diedero le altre città del Bruzio affinché diventasse la loro capitale.

Cremona:
- Etimologia incerta. È diffusa la credenza che il termine sia di origine preromana (gallica o celtica) e legata alla variante prelatina carm del termine “carra”, cioè sasso, roccia, e dal comune suffisso pure prelatino -ona.

Crotone:
- La leggenda narra che il nome derivi da Kroton, figlio di Eaco, che morì ucciso per errore dal suo amico Eracle. Questi, per rimediare all'errore e onorare l'amico, lo fece seppellire con solenne cerimonia sulle sponde del torrente Esaro e poi vicino alla tomba fece sorgere la città a cui diede il suo nome.

Cuneo:
- Dal latino cuneus (“cuneo”), inteso come altopiano a forma triangolare.

## E
Enna:
- Deriva dall'antico toponimo Henna di origine preindoeuropea, assolutamente incomprensibile dal punto di vista etimologico.

## F
Fermo:
- Forse derivante dall'aggettivo latino firmus, con il senso di “fedele” oppure “dai certi confini”. Altre ipotesi indicano una provenienza dal sabino Perwom ovvero dall'etrusco Permu, con il significato di “storto”, da porre in relazione con la pianta iniziale della città.

Ferrara:
- Etimologia incerta. Esistono numerose ipotesi, tra le quali sembra plausibile quella che derivi da “farro”, specie di frumento duro, il più antico nutrimento dei Romani, abbondante, pare, nel ferrarese: Farraria, terra dove si coltiva il farro.

Firenze:
- La leggenda attribuisce a Florio (un soldato ucciso sul luogo) o ai fiori, o a Flora, poiché fondata durante i Ludi Floralia, l'origine del nome Florentia. Ma in realtà è tutto molto più semplice, è un nome beneaugurale: "che tu sia florida", "città della floridezza". Allo stesso modo Potentia, Valentia, Pollentia in altre regioni dell'Impero. Anche l'antico nome di Granada, ad esempio, era Florentia Illiberitana. L'origine puramente benaugurale della parola Florentia è stata recentemente confermata dall'accademia della Crusca[3]. Si sono cercate anche radici etrusche del termine, come Birent o Birenz, che significa “terra tra le acque, paludosa” (in riferimento ai fiumi Mugnone e Affrico), difficilmente comprovabili. In realtà Florentia ha subito lo stesso passaggio lessicale verso l'italiano moderno di flos-floris in "fiore", divenendo prima Fiorenza (italiano medievale) e poi Firenze. Nelle lingue straniere è rimasta invece una dizione più fedele all'originale latino (ad esempio Florence in inglese e francese, o Florenția in rumeno).

Foggia:
- Secondo l'opinione più diffusa il nome deriverebbe dal latino fovea, ovvero “fossa”, in riferimento a un bacino imbrifero (forse la foce di un ruscelletto).

Forlì:
- Deriva dal nome latino della città, Forum Livii, (“forum di Livio”), in onore al suo probabile fondatore nel 188 a.C. Gaio Livio Salinatore, figlio del console Marco Livio Salinatore.

Frosinone:
- Il nome preromano era Frusna ma l'etimologia è controversa. Secondo alcuni deriverebbe dalla radice del greco πόρτις (portis: giovenca); una seconda ipotesi ricollega il nome ad un'ipotetica gens etrusca Fursina (o Frusina o Prusina). Fu latinizzato in Frusĭno.

## G
Genova:
- Etimologia incerta, esistono diverse ipotesi. La più accreditata fa risalire il nome alla radice indoeuropea geneu- (“ginocchio”) o genu- (“bocca”): genu- sarebbe un'allusione alla foce (bocca) di uno degli antichi corsi d'acqua del sito o la forma dell'insediamento sul mare.

Gorizia:
- Deriva dallo sloveno Gorica (pronuncia gorìza), diminutivo di gora (“monte”), quindi col significato di “collina”. In Slovenia esiste per esempio la città di Nova Gorica, e nello stesso Friuli-Venezia Giulia altri toponimi presentano la stessa matrice (Goricizza, Gorizzo, ecc.).

Grosseto:
- Etimologia incerta. Forse si riferisce ad un bosco con grosse piante, appunto un grosseto (così come ad esempio il pineto è un bosco di pini, o il querceto un bosco di querce).

## I
Imperia:
- Il comune nasce solo nel 1923 a seguito della fusione di Oneglia, Porto Maurizio e altri nove comuni minori. Il nome Imperia fu scelto prendendo spunto dal torrente Impero che scorre fra i due rioni principali della città, per aggirare dispute campanilistiche sulla scelta del nome stesso.

Isernia:
- Etimologia incerta. Ipotesi più probabile è che derivi dalla radice indoeuropea ausa (“acqua”). Altra ipotesi è che provenga dalla radice sannitica Aiser, che significa “Dio”. In latino era nota come Aesernia.

## L
Lecce:
- Chiamata dai Romani Lupiae, tuttavia l'etimologia è sconosciuta, ma potrebbe riferirsi al lupo.

Lecco:
- Probabilmente di origine celtica e derivante dal termine Lech o Loch, cioè “lago” (in riferimento al Lago di Como sulle cui rive sorge la città). Tutt'oggi il termine Loch è utilizzato in toponimi di origine celtica (il più noto è sicuramente il Loch Ness).

Livorno:
- Il toponimo è attestato per la prima volta nel 1017 come “Livorna” e probabilmente deriva da un nome di persona romana di origine etrusca (Liburna, Liburnius, Leburna, Leburnius). Secondo altre ipotesi deriverebbe dal latino liburna (una nave veloce da guerra) o dal nome del popolo illirico dei Liburni.

Lodi:
- Dal latino laus, laudis (“lode, onore”), in memoria dell'antico nome Laus Pompeia, datogli da Gneo Pompeo Strabone.

Lucca:
- È opinione diffusa che derivi dalla radice celto-ligure luk, “luogo di paludi”. Il deflusso irregolare del fiume Auser, infatti, causava molti problemi alla città, soggetta a continue alluvioni. In latino era nota come Luca.

## M
Macerata:
- Un'ipotesi vuole che derivi dal latino maceria con riferimento ai ruderi dell'antica Helvia Recina. Un'altra ipotesi vuole che derivi da macera, luogo adibito alla macerazione di canapa e lino.

Mantova:
- L'etimologia ha una versione mitologica, legata alla storia della profetessa Manto, che la tradizione greca vuole figlia dell'indovino tebano Tiresia: alcune fonti narrano dell'arrivo di Manto, dopo lungo errare, nel territorio, allora completamente palustre, che oggi ospita la città. Manto avrebbe incontrato poi la divinità fluviale Tybris (il Tevere) re dei Toscani, e il loro figlio Ocno (detto anche Bianore), figlio o fratello del mitico fondatore di Perugia, Auleste, avrebbe fondato una città sulle sponde del fiume Mincio chiamandola, in onore della madre, Mantua. Un'altra teoria vuole il nome derivante da Manth, dio etrusco signore dei morti nel pantheon tirreno.

Massa:
- Il nome era lo stesso anche in latino, e il centro sarebbe stato così chiamato in quanto meta di vacanza dei ricchi patrizi i quali iniziarono a costruirvi le loro case estive, mentre i soldati veterani di Roma vi edificavano i primi villaggi, che prendevano così la consistenza di una massa.

Matera:
- Potrebbe derivare dal greco Mataia ole, che deriva da Mataio olos, il cui significato è “tutto vacuo”, con riferimento alla gravina, fossa attraversata da torrenti; ulteriore ipotesi è che il nome derivi da Mata (“cumulo di rocce”); ancora Mateola, il nome antico della città, potrebbe derivare dal consolato romano di Quinto Cecilio Metello Numidico, che la riedificò e la fece cingere di mura e alte torri.

Messina:
- Fondata dai Greci come Zancle (che significa “falce” in riferimento alla forma del braccio sabbioso di San Rinieri, che chiude il grande porto naturale)[4], venne rinominata da Anassilao di Reggio all'inizio del V secolo a.C. col nome Messanion, dalla patria originaria dei suoi avi, la Messenia, in Grecia.

Milano:
- Deriva dal nome latino della città, Mediolanum, che potrebbe derivare dall'originario toponimo celtico Medhelan[5][6][7], con il significato di  "in mezzo alla pianura", vista la sua posizione centrale nella Pianura Padana, oppure  di "luogo fra corsi d'acqua" (celt. medhe = "in mezzo, centrale"; land o lan = "terra"), data la presenza dei fiumi Olona, Lambro e Seveso; altre ipotesi individuano invece il significato di Medhelan in "santuario centrale" (celt. medhe = "in mezzo, centrale"; lanon = "santuario") oppure in "terra fertile" (celt. med = "fertile"; land o lan = "terra")[8][9].

Modena:
- Dal latino Mutina, toponimo messo in relazione all'etrusco mutna o mutana, che significa “tomba”, a sua volta forse derivato da una radice anteriore che dà nome ad un rialzo di terreno, una collina.

Monza:
- Etimologia incerta. Forse deriva dal nome latino di persona Modicia, divenuto poi Modcia, Moncia e infine Monza. Un'altra ipotesi dice modica (curtis) (“città modesta”).

## N
Napoli:
- Fondata dalla colonia greca di Cuma fra il IX e VIII secolo a.C. con il nome di Partenope, l'insediamento venne successivamente chiamato Palaepolis (in greco “città vecchia”). Nel V secolo a.C. la città venne rifondata e quindi nominata Neapolis (“città nuova”).

Novara:
- Un'ipotesi toponomastica vuole il nome formato da "Nova" (in latino "nuova") ed "ara" ("altare"), col significato di "Nuovo altare" dunque. Molto più accreditata l'ipotesi che il nome originario di "Novaria" derivasse per traslazione diretta da "Novalia", che in epoca romana rappresentavano le nuove terre colonizzate, sottratte all'incolto e rese coltivabili.

Nuoro:
- Da nux, nuce (“noce”) con l'aggiunta del suffisso -oro.

## O
Oristano:
- Dal nome latino di persona Aristius (dal greco Aristios, Αρίστιος) con l'aggiunta del suffisso -anus che indica appartenenza. Quindi “di Aristius”.

## P
Padova:
- Etimologia incerta, ma l'assonanza col nome latino del Po (Padus) pare evidente. Altri vi riconoscono la radice indoeuropea pat- in riferimento forse a un luogo pianeggiante ed aperto, a cui si aggiunge il suffisso -av di antica origine venetica che indica la presenza di un fiume (probabilmente il Brenta-Medoacus).

Palermo:
- I Greci chiamarono la città Panormos dal greco παν-όρμος (“tutto-porto”) in quanto i due fiumi che la circondavano, il Kemonia e il Papireto, creavano un enorme approdo naturale. Con l'arrivo dei Romani la città mantenne quasi intatto il nome greco, diventando Panormus, e successivamente gli arabi lo adattarono alla loro pronuncia in Balarm, divenuto poi Balermus con la conquista normanna.

Parma:
- Etimologia incerta. È tuttavia molto consolidata la convinzione che possa derivare da nomi documentati di tribù etrusche Parmeal, Parmni o Parmnial, che risiedettero nell'attuale territorio. Altra ipotesi è la derivazione latina dal termine parma/parmae, che designava lo scudo rotondo utilizzato dai Romani e, forse, richiamava la forma dell'antico nucleo cittadino.

Pavia:
- Deriva dal nome Papia dato dai Longobardi alla città quando nel 572 la conquistarono sottraendola alla dominazione romana. Il nome deriva verosimilmente da un nome di gens romana, per esempio Papilia, e significherebbe dunque terra della gens Papilia. Altri ritengono invece che derivi dal greco Papìas (“custode del palazzo”), nome che sarebbe stato dato da soldati bizantini venuti a combattere i Goti con riferimento a un palazzo di Teodorico, ma è ipotesi poco probabile. Il nome latino della città era Ticinum, con la stessa etimologia del fiume Ticino, purtroppo incerta.

Perugia:
- Etimologia incerta. Il toponimo "Perugia" potrebbe essere di origine etrusca e viene reso dai romani come "Perusia" ma è ragionevole una attribuzione indo-europea ben più antica, riconducibile al primo villaggio umbro, nucleo iniziale di quella città successivamente ri-fondata dalla minoranza etrusca che si unì ai primi abitanti. L'esito di indoeuropeo per-roudja 'rossastra', derivazione dall'indoeuropeo reudh 'rosso' (IEW 872) con soluzione savina dj in 'z' e la o semichiusa (la vocale 'o' non esisteva nella lingua etrusca) potrebbe essere legato alla pratica degli antichi Umbri di ricoprire con intonaco di argilla la palizzata di tronchi a difesa del tréblo, l'abitato fortificato sulla sommità del colle da lontano sarebbe perciò apparso come una fascia rossastra. Altre attribuzioni ipotizzate sono quella da pero-, dal latino parra (“cinciallegra, frosone”) o l'identificazione etrusca del polionimo che sarebbe "Phersna": ciò si desume dall'aggettivo Phersnakhs, riferito a un certo Hirumina, commilitone di Avle Veluske, il guerriero a cui è dedicata la stele di Vetulonia del settimo secolo a.C. e che, attribuito a Hirumina, significherebbe appunto "il Perugino".

Pesaro:
- In latino era Pisaurum, dal nome del fiume Foglia Pisaurus.

Pescara:
- Fino a circa l'anno 1000, il villaggio a sud del fiume Aterno era nominato appunto Vicus Aterni o Ostia Aterni (“foce dell'Aterno”), poi semplificato in Aternum. Venne rinominato Piscaria con riferimento, sembra, alla pescosità della zona, mentre la parte terminale del fiume fu ribattezzata Piscarius. La città, sorta nel 1927 con l'unione dei due villaggi sulle sponde opposte del fiume (quello a nord del fiume era noto come Castellamare Adriatico), confermò il toponimo di Pescara.

Piacenza:
- Il nome ha funzione augurale in quanto deriva dal latino Placentia, dal verbo placere (“piacere”).

Pisa:
- Etimologia incerta. Spesso lo si fa risalire all'omonima città greca dell'Elide, i cui abitanti forse fondarono la Pisa italiana dopo la Guerra di Troia. Altri storici pensano derivi dalla parola etrusca pise, che significa “foce” (cfr. in accadico pi = bocca e pise = estuario di fiume). Secondo Pino Masi deriverebbe dal latino Bisae che si riferirebbe ai gradini che salgono dal fiume. Tuttavia l'ipotesi etrusca è la più consolidata anche perché i Romani la chiamavano Pisae, al plurale, che ricorda molto l'etrusco Pise.

Pistoia:
- Toponimi latini documentati sono Pistorium, Pistoria o Pistoriae, e il nome viene fatto risalire a coloro che impastavano il pane per rifornire le truppe, i pistores, tanto che Plauto, in un noto passo della sua commedia Captivi, scherzò sul doppio senso del nome attribuito ai pistoiesi: abitanti di Pistoia e fornai.

Pordenone:
- Deriva dal nome latino della città Portus Naonis, che significa “Porto sul [fiume] Naone”.

Potenza:
- Formazione latina di tipo augurale, deriva da Potentia, ovvero “la potente”.

Prato:
- Un "prato" si trovava fuori dalle mura del castello medievale dei conti Alberti ("Borgo al Cornio"), dove fu fondata la prima pieve di Santo Stefano e il successivo insediamento.

## R
Ragusa:
- L'origine risale all'epoca bizantina, Rogos ovvero “granaio” in greco, dovuto alla ricchezza agricola della zona. Durante il dominio arabo il nome diventa Ragus o Rakkusa che in arabo significa “luogo noto per un sorprendente avvenimento”, forse una battaglia. In epoca normanna e aragonese venne latinizzato in Ragusia, divenuto alla fine del XVIII secolo Ragusa.

Ravenna:
- Deriverebbe dal prelativo rava, probabilmente di origine umbra, che in origine designava un “dirupo prodotto da acqua che scorre” e successivamente “canale, palude, bassura, fanghiglia”, unito al suffisso -enna di origine etrusca[10].

Reggio Calabria:
- La città ha mantenuto (tranne che per brevi periodi) il nome originario sin dall'epoca delle genti italiche fino ad oggi. Rhegion (Ῥήγιον) fu rifondata da coloni greci su un insediamento preesistente fondato a sua volta dagli Itali (una tribù di Siculi) il cui Re Giocasto (Iòkastos) volle la sua capitale proprio in riva allo Stretto. L'etimologia del nome ereditato dalla rifondazione greca e preesistente si traduce in lingua italica come "Città del Re", al latino rex, regis (“re”) o regnum (“regno”). In epoca romana divenne nota come R(h)egium, e dunque Regium Iulium (Reggio Giulia) con Augusto. Durante l'alto medioevo, ricoprendo il ruolo di metropoli dei possedimenti bizantini in Italia meridionale, tornò a chiamarsi con il nome originario Ῥήγιον (Rhegion). Assunse poi il nome Rise (o Risa) durante la dominazione normanna. Sono comunque attestati altri nomi e varianti (anche in altre lingue) come ad esempio: Febea (breve periodo dopo la conquista siracusana), Reggio d'Italia, Regio, Reggium, Rezo, Rheggio, Rivah (breve periodo arabo). La specifica Calabria è un'aggiunta moderna, in seguito all'unità d'Italia, che si riferisce alla sua posizione geografica.

Reggio nell'Emilia:
- Città fondata da Marco Emilio Lepido e in suo onore chiamata Regium Lepidi (“Regno di Lepido”). Altre ipotesi fanno derivare il nome dal latino rĕgĭo (confine, regione, territorio, paese). Successivamente italianizzato in Reggio nell'Emilia (o Reggio Emilia) semplicemente per il fatto che si trova in Emilia, il cui nome deriva anch'esso da Marco Emilio Lepido.

Rimini:
- Deriva dall'antico nome del fiume Marecchia (Ariminus), alla foce del quale i Romani fondarono la colonia di Ariminum.

Roma:
- Numerose interpretazioni fanno derivare il termine da nomi di personaggi più o meno storici, quali Romolo e Remo, una donna di nome Roma, o ancora il figlio di Odisseo e Circe chiamato Romano, il figlio di Ematione di nome Romo, e Romide, tiranno dei Latini che espulse gli Etruschi dal territorio. Altra interpretazione lo vuole derivato dal nome arcaico del fiume Tevere, Rumon o Rumen con radice analoga al verbo greco ῥέω (rhèo) che significa “scorrere”. O ancora dall'etrusco ruma che significa “mammella”, quindi potrebbe riferirsi al mito di Romolo e Remo. Dal greco ῤώμη (rhòme) che significa forza.

Rovigo:
- L'origine del nome è oscura, tuttavia pare che abbia a che fare con i Campi Raudii, noti per la famosa battaglia in cui i Romani sconfissero i Cimbri nel 101 a.C. La radice celtica raud sarebbe stata contratta in rod da cui deriverebbe il toponimo documentato nell'Alto Medioevo di Rodigo, e da cui deriva anche il nome degli abitanti della città, detti rodigini. Un'altra ipotesi farebbe derivare il nome dal popolo dei Roti, e quindi Roti vicus, da cui l'italiano Rovigo.

## S
Salerno:
- Etimologia incerta. Deriva dal latino Salernum che a sua volta potrebbe derivare da salum (“mare”). Più probabilmente però deriva dalla base prelatina sal (“canale”), riferito ai fiumi.

Sassari:
- L'odierno toponimo ricorre dalla metà del XII secolo in diverse forme e potrebbe essere tradotto come “ciottoli di fiume” dal protosardo, antecedente al latino saxum.

Savona:
- Se l'origine del termine fosse ligure-indoeuropea si potrebbe trovare correlazione sia con la radice seu- (“bagnato, umido”), sia con l'idronimo Sava. Attendibile è l'ipotesi che fa derivare il suo nome dalla dea celtica Souconna e ad avvalorare questa tesi vi è il fatto che ancora oggi nel dialetto savonese la città viene nominata sann-a. È noto a pochi che il termine sapone deriva proprio dalla città di Savona (nella lingua locale e in francese si dice savon).

Siena:
- Grazie a Mauro Cristofani l'ipotesi più probabile è che il nome derivi dal gentilizio etrusco Saina/Seina, attestato epigraficamente a Montalcino, Chiusi e Perugia. La leggenda la vuole derivante da Senio, mitologico fondatore figlio di Remo.

Siracusa:
- Dal greco Surakousai o dal latino Syracusae, derivanti da sur-aku, ovvero “acqua salata”, dove su- suro- si riferisce al termine indoeuropeo che significa “salato”.

Sondrio:
- Deriva dal longobardo sunder che significa letteralmente “Terra coltivata dal padrone, terreno riservato”.

La Spezia:
- Etimologia incerta. L'articolo è stato più volte soppresso e ripristinato nel corso dei secoli, per essere definitivamente inserito nel 1926.

## T
Taranto:
- Deriva dal nome greco della città, Taras (Τάράς). Taras era una figura della mitologia greca, figlio di Poseidone e della ninfa Satyria, nonché fondatore leggendario della città. Tuttavia non si esclude la derivazione del toponimo dal nome del fiume Tara, oppure dal termine sanscrito taranta-h (“mare”).

Teramo:
- Fondata dai Fenici col nome di Petrut (“luogo elevato circondato dalle acque”) latinizzato poi in Praetut e poi Praetutium. Ufficialmente il nome romano fu comunque quello di Interamnia Urbs, ovvero “città fra i due fiumi”, con riferimento ai fiumi Tordino e Vezzola, e fu detta Praetutium (o Praetutianorum o Praetutia) per distinguerla da altre città col nome Interamnia. In epoca medievale da Praetutium derivò Aprutium che fino al XII secolo circa designò la città per poi estendersi ai territori circostanti (nome che diede quindi origine ad Abruzzo). Il nome Interamnia invece si trasformò in Interamne, Teramne e Interamnium, Teramnium per giungere infine all'attuale Teramo.

Terni:
- Deriva dal suo nome latino Interamna Nahars. Interamna era un nome che avevano molte città che presentavano la caratteristica di essere inter amnes, ovvero “tra i fiumi”. Nahars si riferisce al fiume Nera.

Torino:
- Dal nome del popolo dei Taurini che anticamente abitava la pianura piemontese nell'area dove attualmente sorge la città. La radice taur sarebbe di origine indo-ariana, col significato di “monte”. Con la conquista romana la città passò a chiamarsi Castra Taurinorum e successivamente Iulia Augusta Taurinorum. In realtà il toro, divenuto poi simbolo della città, non ha nulla a che fare con le origini del nome.

Trani:
- La leggenda vuole che la città sia stata fondata dal figlio di Diomede, Tirreno, da cui il nome Tirenum o Turenum. Le ipotesi più accreditate tuttavia sono altre due, una che sia la forma ridotta di Traiano (vi passava infatti la via Traiana), l'altra che derivi dal termine medievale trana o traina che indicava un'insenatura adatta alla pesca. Nei documenti del XIII secolo è attestato il nome Trano.

Trapani:
- La mitologia vuole che una falce caduta a Cerere oppure a Saturno, quest'ultimo il tradizionale dio patrono della città, una volta caduta in mare si mutò in una lingua di terra arcuata sulla quale sorse poi la città, per tale forma detta Drepanon (“falce” in greco antico). Ma a seguito della conquista Romana nel 241 a.C. il nome fu latinizzato in Drepanum per poi venire arabizzato (a seguito della conquista araba) in Itràbinis, Taràbanis, Tràpanesch, da cui deriva più direttamente l'attuale nome.

Trento:
- Nome di origine retica, derivante dal termine trent, ovvero “triforcazione” (a causa del letto irregolare del fiume Adige). In seguito i Romani hanno modificato il nome in Tridentum per via dei tre colli che circondano la città (Monte Verruca o Doss Trent, Sant'Agata e San Rocco).

Treviso:
- Vi sono diverse congetture. La più diffusa è che il nome latino della città, Tarvisium, possa derivare dalla romanizzazione di un toponimo precedente Tarvos (probabilmente perché la villaggio aveva un santuario dedicato all'omonimo dio celtico) a sua volta relativo alla popolazione celtica dei Taurisci che, dall'estremità orientale delle Alpi (i Monti Tauri), si sarebbe spostata in pianura fondando un primo embrione della città.

Trieste:
- Deriva dal nome dato dagli antichi popoli venetici di Tergeste, dove Terg significava “mercato”, mentre il suffisso -este era tipico dei toponimi venetici.

## U
Udine:
- Etimologia incerta, ma si ipotizza possa derivare dalla radice preromana oudh-/udh- che significa “mammella” ma anche “colle”, seguita da un suffisso non chiaro. La città era nota col nome di Udene secondo un'attestazione del 983, poi latinizzato in Utinum intorno al 1000. Un'altra ipotesi è che derivi dal germanico Wodan/Odin (cioè Odino, il padre degli Dèi nella mitologia germanica).

Urbino:
- Dall'antico nome della città Urvinum Mataurense (del Metauro), dove Urvinum fa riferimento agli Urvinates, il nome della popolazione[11].

## V
Varese:
- Etimologia incerta. Potrebbe riflettere il derivato aggettivale *Variensis dal gentilizio latino Varius[12]. Potrebbe derivare anche dal termine celtico var che significa “acqua”, in quanto la città sorge nelle vicinanze del lago di Varese.

Venezia:
- Inizialmente tale nome era utilizzato per indicare tutta la terra dei Veneti antichi, corrispondente pressappoco agli attuali Veneto e Friuli. L'etimologia deriva ovviamente dal nome del popolo dei Veneti che a sua volta potrebbe derivare dalla radice indoeuropea wen-, con il significato di “desiderare” (da qui il soprannome di Beneamata).

Verbania:
- Il comune fu istituito nella prima metà del XX secolo a seguito dell'unione di diversi altri comuni. Il toponimo Verbania fu usato prendendo spunto dal lago Verbano, nome con cui era noto il Lago Maggiore all'epoca.

Vercelli:
- Esistono diverse teorie, in gran parte linguisticamente di origine celtico-ligure. La prima vuole che il termine sia la coniazione del vocabolo Verk con il suffisso elle. Un'altra teoria vorrebbe che Vercelli fosse la giunzione Wehr-Celt. Terza teoria, questa volta sulla binata celto-latina di ver-cellae, dove cellae significa luogo di dimora, mentre il prefisso ver è particella intensiva per indicarne la maggiore importanza (etimologia simile per Biella). Ad ogni modo l'origine celto-ligure del toponimo è stata messa seriamente in dubbio, poiché una località dal nome simile (Vercellium) è attestata nel territorio degli Irpini (una tribù sannitica dell'Italia meridionale), e la stessa radice sembrerebbe ricorrere inoltre nella parola etrusca uercna nonché nel nome personale Virgilio[13].

Verona:
- Etimologia incerta. Forse dalla forma etrusca veru, verona che potrebbero essere nome di persona veronius o di verones "giavellotto, spiedo" o verone per "poggio, terazzamento naturale".

Vibo Valentia:
- Precedentemente chiamata Monteleone di Calabria, nel 1928 assume il nome attuale. Vibo si rifà a Vibona che deriva a sua volta dal latino Hipponium (dal greco hippos, ίππος, “cavallo”). Valentia deriva dal verbo valere, col significato di essere forte.

Vicenza:
- Deriva dal nome latino della città Vicetia o Vincentia o ancora Vicentia. Nell'XI secolo si arriva a Vicencia fino all'odierno nome. L'origine può esser fatta risalire al latino vincens (vincente) o al greco Oniketia (terra dei veneti).

Viterbo:
- Potrebbe derivare dall'antico nome della città Viterbium, a sua volta derivante forse da vetus urbs, “vecchia città”[14].